# الين جيفارا
الين جيفارا (بالإسبانية: Allen Guevara)‏ (16 أبريل 1989 في كوستاريكا - ) هو مدرب كرة قدم ولاعب كرة قدم كوستاريكي في مركز الوسط. شارك مع منتخب كوستاريكا تحت 20 سنة لكرة القدم ومنتخب كوستاريكا لكرة القدم. أما مع النوادي، فقد لعب مع نادي ألاجولينسي وA.D. Municipal Liberia ‏.

## وصلات خارجية
- الين جيفارا على موقع الاتحاد الدولي (مؤرشف)  (الإنجليزية)
- الين جيفارا على موقع قاعدة بيانات كرة القدم.إي يو (الإنجليزية)
- الين جيفارا على موقع ناشيونال فوتبول تيمز (الإنجليزية)
- الين جيفارا على موقع Soccerway.com (الإنجليزية)
- الين جيفارا على موقع عالم كرة القدم.نت (الإنجليزية)
- الين جيفارا على موقع AS.com (الإسبانية)